# Deutsches Weintor (Winzergenossenschaft)
Deutsches Weintor eG ist eine deutsche Winzergenossenschaft an der Deutschen Weinstraße mit Sitz in Ilbesheim bei Landau in der Pfalz im Landkreis Südliche Weinstraße.

## Weine
Die Produktpalette umfasst Weine unterschiedlicher Rebsorten, darunter Edelreben wie Riesling, Chardonnay oder Spätburgunder, aber auch regionale Spezialitäten (z. B. Müller-Thurgau/Rivaner oder Kerner). Ein Schwerpunkt der Produktion ist Dornfelder. Vertrieben werden die Weine über den Lebensmitteleinzelhandel, in Kauf- und Warenhäusern, in der Gastronomie und in den hauseigenen Vinotheken.

## Geschichte
Angefangen hat die Geschichte der Winzergenossenschaft Deutsches Weintor 1956. Unter der Führung von Wilhelm Knecht, Ludwig Fleischer und anderen gründeten Weinbauern der Südlichen Weinstraße die Gebietswinzergenossenschaft Kleine Kalmit. 1967 erfolgten der Zusammenschluss mit der Südpfälzischen Gebietswinzergenossenschaft Weintor und die daraus resultierende Umbenennung in Deutsches Weintor eG. 2011 erfolgte die Fusion mit den Niederkirchener Weinmachern eG (vormals: Winzerverein Niederkirchen), 2019 mit der Weinkontor Edenkoben eG.

## NameDeutsches Weintor

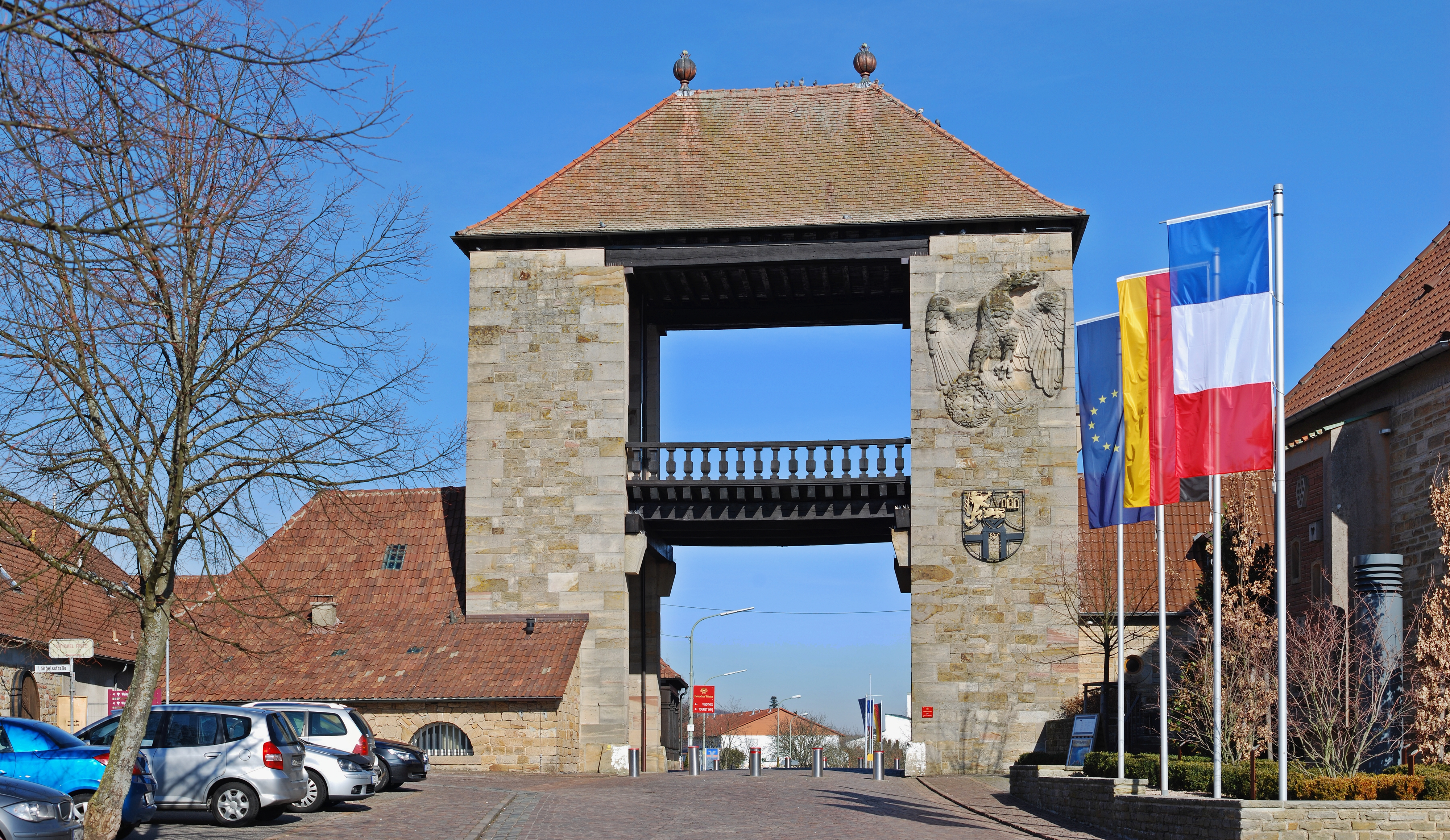
Das namensgebende Deutsche Weintor

Namensgeber von Deutsches Weintor eG ist das 18 Meter hohe Deutsche Weintor in Schweigen-Rechtenbach. Es markiert seit 1936 den Eingang zur Deutschen Weinstraße in Schweigen-Rechtenbach und ist seit 2007 vollständig im Besitz der Winzergenossenschaft. Hier befindet sich neben einer der beiden Vinotheken von Deutsches Weintor eG, auch das Restaurant Deutsches Weintor. Die Winzergenossenschaft hatte die Gastronomie 2007 vom Landkreis Südliche Weinstraße übernommen und nach umfassenden Sanierungsarbeiten im Frühjahr 2009 neu eröffnet. Das Deutsche Weintor und sein ganzer Komplex kann auch im Rahmen von Führungen besichtigt werden.

## Mitglieder
Per 31. Dezember 2018 hatte die Genossenschaft 502 Mitglieder.

## Auszeichnungen und Zertifizierungen
Weine von Deutsches Weintor eG nehmen regelmäßig an allen wichtigen Weinwettbewerben und Verkostungen der Fachpresse teil. Bei der Landesprämierung für Wein und Sekt für Rheinland-Pfalz wurden in den letzten fünf Jahren sieben Weine von Deutsches Weintor mit der Goldenen Kammerpreismünze ausgezeichnet. Die Deutsche Landwirtschafts-Gesellschaft (DLG) verlieh Deutsches Weintor eG die Auszeichnung DLG-empfohlene Winzergenossenschaft. 2010 erreichte Deutsches Weintor beim größten offiziell anerkannten Weinwettbewerb der Welt Mundus Vini drei Gold- und zwei Silbermedaillen.
2010 wurde Deutsches Weintor zum wiederholten Male die International-Food-Standard-Zertifizierung (Qualitätsmanagementnorm) Higher Level zuerkannt.